# Championnats du monde de karaté 2006
Navigation
Édition précédente Édition suivante
Les championnats du monde de karaté 2006 ont eu lieu du 12 au 15 octobre 2006, à Tampere en Finlande. Il s'agissait de la dix-huitième édition des championnats du monde de karaté senior. Elle est marquée par la domination de l'équipe italienne, qui remporte cinq médailles d'or, dont trois en kata sur quatre attribuées au total.

## Résultats

### Épreuves individuelles

#### Kata
| Rang | Pays       | Karatéka          |
| ---- | ---------- | ----------------- |
| 1    | Italie     | Luca Valdesi      |
| 2    | Japon      | Takashi Katada    |
| 3    | Venezuela  | Antonio José Díaz |
| 3    | Pérou      | Akio Tamashiro    |
| 5    | France     | Vu Duc Minh Dack  |
| 5    | Angleterre | Jonathan Mottram  |
| 7    | Iran       | Mohsen Ashrafi    |
| 7    | États-Unis | Clay Morton       |

| Rang | Pays       | Karatéka                 |
| ---- | ---------- | ------------------------ |
| 1    | Italie     | Sara Battaglia           |
| 2    | Viêt Nam   | Hoang Ngan Nguyen        |
| 3    | États-Unis | Eimi Kurita              |
| 3    | France     | Myriam Szkudlarek        |
| 5    | Finlande   | Miia Nietosvuori Kulmala |
| 5    | Japon      | Azusa Tomishiro          |
| 7    | Venezuela  | Yohana Sánchez           |
| 7    | Croatie    | Mirna Šenjug             |

#### Kumite

##### Kumitemasculin
| Rang | Pays        | Karatéka             |
| ---- | ----------- | -------------------- |
| 1    | Iran        | Hossein Rouhani      |
| 2    | Azerbaïdjan | Gurban Tağiyev       |
| 3    | Égypte      | Ibrahim Khalifa      |
| 3    | Tunisie     | Montassar Tabben     |
| 5    | Koweït      | Husain Alqattan      |
| 5    | Espagne     | Davíd Luque Camacho  |
| 7    | Colombie    | Andrés Rendón Lianos |
| 7    | Bulgarie    | Nikolai Tzanev       |

| Rang | Pays              | Karatéka                |
| ---- | ----------------- | ----------------------- |
| 1    | Espagne           | César Castaño Fernández |
| 2    | Venezuela         | Luis Plumacher          |
| 3    | Indonésie         | Doni Dharmawan          |
| 3    | Croatie           | Marko Lučić             |
| 5    | Malaisie          | Yoke Wai Lim            |
| 5    | Égypte            | S. Salem Saad           |
| 7    | Macédoine du Nord | Ivo Cvetkovski          |
| 7    | Finlande          | Jukka Koivunen          |

| Rang | Pays        | Karatéka              |
| ---- | ----------- | --------------------- |
| 1    | Azerbaïdjan | Rafael Ağayev         |
| 2    | Belgique    | Diego Vandeschrick    |
| 3    | Iran        | Said Farokhi          |
| 3    | Japon       | Takuro Nihei          |
| 5    | Canada      | Saeed Baghbani        |
| 5    | Venezuela   | Jean Carlos Peña      |
| 7    | Angleterre  | Jason Ledgister       |
| 7    | Espagne     | Oscar Vázquez Martins |

| Rang | Pays    | Karatéka             |
| ---- | ------- | -------------------- |
| 1    | Iran    | Jasem Modamivishkaei |
| 2    | Espagne | Davíd Santana Vega   |
| 3    | Égypte  | Elsayed Elfeky       |
| 3    | Japon   | Ko Matsuhisa         |
| 5    | Tunisie | Mohamed Jomaa        |
| 5    | Italie  | Salvatore Loria      |
| 7    | Ukraine | Sergiy Bezuglov      |
| 7    | Brésil  | Emanuel Santana      |

| Rang | Pays      | Karatéka                |
| ---- | --------- | ----------------------- |
| 1    | Italie    | Luigi Busà              |
| 2    | Égypte    | Mohanad Mohamed         |
| 3    | Canada    | Philippe Poirier        |
| 3    | Iran      | Esmaeil Tark            |
| 5    | Tunisie   | Wissem Arfaoui          |
| 5    | Venezuela | Cesar Herrera           |
| 7    | Russie    | Islamoutdin Eldarouchev |
| 7    | Pays-Bas  | Daniël Sabanovic        |

| Rang | Pays        | Karatéka            |
| ---- | ----------- | ------------------- |
| 1    | Estonie     | Marko Luhamaa       |
| 2    | Égypte      | Mohanad Mohamed     |
| 3    | France      | Yann Baillon        |
| 3    | Italie      | Stefano Maniscalco  |
| 5    | Serbie      | Vladan Rudić-Vranić |
| 5    | Biélorussie | Anatoliy Safanovich |
| 7    | États-Unis  | D. Rodriguez        |
| 7    | Tchéquie    | Jan Tucek           |

| Rang | Pays       | Karatéka                 |
| ---- | ---------- | ------------------------ |
| 1    | Italie     | Stefano Maniscalco       |
| 2    | Pays-Bas   | Daniël Sabanovic         |
| 3    | Kazakhstan | Khalid Khalidov          |
| 3    | Espagne    | Iván Leal Reglero        |
| 5    | Estonie    | Marko Luhamaa            |
| 5    | Grèce      | Spyrídon Margaritópoulos |
| 7    | Égypte     | Mohamed Abdelrahman      |
| 7    | Norvège    | Lars Berrum              |

##### Kumiteféminin
| Rang | Pays      | Karatéka                |
| ---- | --------- | ----------------------- |
| 1    | Japon     | Tomoko Araga            |
| 2    | Italie    | Selene Guglielmi        |
| 3    | Égypte    | Heba Aly Salaheldin     |
| 3    | Allemagne | Kora Knühmann           |
| 5    | Malaisie  | Vasantha Marial Anthony |
| 5    | Suisse    | Marilena Rubini Volante |
| 7    | Autriche  | Bianca Ellensohn        |
| 7    | Mexique   | Martha Embriz           |

| Rang | Pays      | Karatéka             |
| ---- | --------- | -------------------- |
| 1    | Slovaquie | Eva Medveďová        |
| 2    | Canada    | Nassim Varasteh      |
| 3    | Japon     | Yuka Sato            |
| 3    | Suisse    | Diana Schwab         |
| 5    | Malaisie  | Yamini Gopalasamy    |
| 5    | Russie    | Maria Sobol          |
| 7    | Brésil    | Danafibre Figueiredo |
| 7    | France    | Lolita Peret         |

| Rang | Pays               | Karatéka            |
| ---- | ------------------ | ------------------- |
| 1    | France             | Laurence Fischer    |
| 2    | Japon              | Ayaka Arai          |
| 3    | Australie          | Jessica Bratich     |
| 3    | Serbie             | Tamara Filipović    |
| 5    | Bosnie-Herzégovine | Arnela Odžaković    |
| 5    | Nouvelle-Zélande   | Sophie Savill       |
| 7    | Mexique            | Yadira Lira Navarro |
| 7    | Italie             | Greta Vitelli       |

| Rang | Pays              | Karatéka            |
| ---- | ----------------- | ------------------- |
| 1    | Turquie           | Yıldız Aras         |
| 2    | Mexique           | Yadira Lira Navarro |
| 3    | Roumanie          | Claudia Nitu        |
| 3    | Serbie            | Snežana Perić       |
| 5    | Espagne           | Cristina Feo Gomez  |
| 5    | Slovénie          | Iva Peternel        |
| 7    | États-Unis        | Elisa Au            |
| 7    | Macédoine du Nord | Iseni Ardita        |

### Épreuves par équipes

#### Kata
L'équipe de France s'impose en kata par équipe féminin malgré la blessure de Sabrina Buil, incapable pendant trois mois de pratiquer la moindre activité physique et déclarée apte à concourir à seulement trois semaines des championnats.
| Rang | Pays        |                                                             |
| ---- | ----------- | ----------------------------------------------------------- |
| 1    | Italie      | Luca Valdesi, Lucio Maurino et Vincenzo Figuccio            |
| 2    | France      | Julien Dupont, Ayoub Neghliz et Jonathan Plagnol, notamment |
| 3    | Égypte      |                                                             |
| 3    | Japon       |                                                             |
| 5    | Brésil      |                                                             |
| 5    | Espagne     |                                                             |
| 7    | Biélorussie |                                                             |
| 7    | Russie      |                                                             |

| Rang | Pays        | Karatékas                                   |
| ---- | ----------- | ------------------------------------------- |
| 1    | France      | Jessica Buil, Sabrina Buil, Lætitia Guesnel |
| 2    | Japon       |                                             |
| 3    | Espagne     |                                             |
| 3    | Pérou       |                                             |
| 5    | Croatie     |                                             |
| 5    | Indonésie   |                                             |
| 7    | Biélorussie |                                             |
| 7    | Tchéquie    |                                             |

#### Kumite
| Rang | Pays               | Karatékas                     |
| ---- | ------------------ | ----------------------------- |
| 1    | Espagne            | Davíd Santana Vega, notamment |
| 2    | Bosnie-Herzégovine |                               |
| 3    | Angleterre         |                               |
| 3    | Égypte             |                               |
| 5    | Croatie            |                               |
| 5    | Russie             |                               |
| 7    | Brésil             |                               |
| 7    | Italie             |                               |

| Rang | Pays      |
| ---- | --------- |
| 1    | Japon     |
| 2    | Espagne   |
| 3    | Allemagne |
| 3    | Suisse    |
| 5    | Italie    |
| 5    | Turquie   |
| 7    | Russie    |
| 7    | Serbie    |

## Tableau des médailles

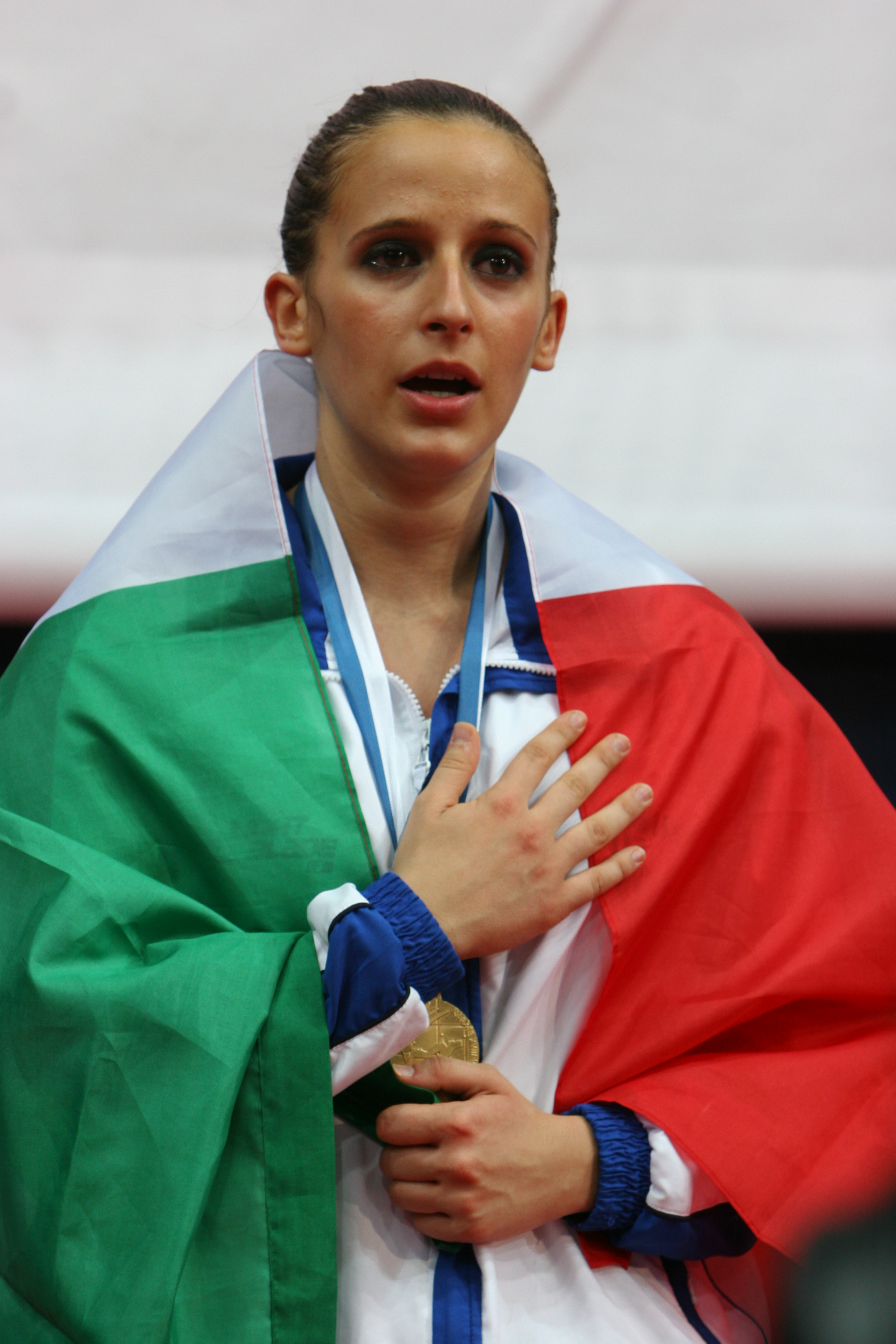
L'Italienne Sara Battaglia enveloppée dans le drapeau national.

Au total, 29 pays ont remporté au moins une médaille, et 9 parmi eux au moins une médaille d'or. Cependant, le pays hôte n'est pas médaillé, et l'Italie surclasse le Japon en tête du classement.
En outre, la France est quatrième, ce qui apparaît comme un résultat décevant pour les médias nationaux. Ainsi, pour les journalistes de Stade 2, qui filment l'équipe de France dans les abris anti-atomiques de la ville hôte désormais réhabilités en de gigantesques complexes sportifs souterrains, « la campagne de Tampere tourne à la Bérézina : après trois jours de compétition, zéro médaille en combat, du jamais vu. » De fait, il faudra attendre la victoire de Laurence Fischer, « qui sort par la grande porte », pour que les Français sauvent l'honneur en kumite. Le reporter Arnaud Romera en conclut que « le temps de l'hégémonie est révolue : seuls les katas sauvent la France... de la cata ».
| Tableau des médailles |                    |    |        |        |       |
| Rang                  | Pays               | Or | Argent | Bronze | Total |
| 1                     | Italie             | 5  | 1      | 1      | 7     |
| 2                     | Japon              | 2  | 3      | 4      | 9     |
| 3                     | Espagne            | 2  | 2      | 2      | 6     |
| 4                     | France             | 2  | 1      | 2      | 5     |
| 5                     | Iran               | 2  | 0      | 2      | 4     |
| 6                     | Azerbaïdjan        | 1  | 1      | 0      | 2     |
| 7                     | Estonie            | 1  | 0      | 0      | 1     |
| 7                     | Slovaquie          | 1  | 0      | 0      | 1     |
| 7                     | Turquie            | 1  | 0      | 0      | 1     |
| 10                    | Égypte             | 0  | 2      | 5      | 7     |
| 11                    | Canada             | 0  | 1      | 1      | 2     |
| 11                    | Venezuela          | 0  | 1      | 1      | 2     |
| 13                    | Belgique           | 0  | 1      | 0      | 1     |
| 13                    | Bosnie-Herzégovine | 0  | 1      | 0      | 1     |
| 13                    | Mexique            | 0  | 1      | 0      | 1     |
| 13                    | Pays-Bas           | 0  | 1      | 0      | 1     |
| 13                    | Viêt Nam           | 0  | 1      | 0      | 1     |
| 18                    | Allemagne          | 0  | 0      | 2      | 2     |
| 18                    | Pérou              | 0  | 0      | 2      | 2     |
| 18                    | Serbie             | 0  | 0      | 2      | 2     |
| 18                    | Suisse             | 0  | 0      | 2      | 2     |
| 22                    | Australie          | 0  | 0      | 1      | 1     |
| 22                    | Croatie            | 0  | 0      | 1      | 1     |
| 22                    | États-Unis         | 0  | 0      | 1      | 1     |
| 22                    | Indonésie          | 0  | 0      | 1      | 1     |
| 22                    | Kazakhstan         | 0  | 0      | 1      | 1     |
| 22                    | Roumanie           | 0  | 0      | 1      | 1     |
| 22                    | Angleterre         | 0  | 0      | 1      | 1     |
| 22                    | Tunisie            | 0  | 0      | 1      | 1     |